# Kemény Farkas
Magyargyerőmonostori báró Kemény Farkas (Alsódetrehem, 1797. április 11. – London, 1852. január 4.) magyar katona, szabadságharcos, honvédtiszt.

## Élete
Már fiatalon katona lett, de egy idő után lelkesedése alábbhagyott, és otthagyta a hadsereget. Ez megváltozott az 1848–49-es forradalom és szabadságharc kitörése után. Részt vett a Nemzetőrség szervezésében, őrnagy, majd ún. forradalmi dandárvezér. Részt vett Bem József oldalán az erdélyi hadjáratban. Kitüntette magát a piski csatában. Nem sokkal ezután ezredesi rangot kapott. 1849. március 25-én egysége megsemmisítette a Diód melletti román tábort. Március 27-én katonái megkezdték Gyulafehérvár bekerítését. Június 16-án az ő csapatai ürítették ki Abrudbányát, augusztus 14-én kénytelen volt kiüríttetni Kolozsvárt. A szabadságharc leverése után Angliába emigrált, és ott is halt meg Londonban, 1852-ben. A Kensall-greeni sírkertben a 10,005 számú sírban nyugszik (a földet, ahol eltemették, lord Dudley Stuart vásárolta meg a magyar száműzöttek számára.) 1856-ban sírja fölé négy honfitársa emelt egyszerű síremléket. Neje: Seethal Karolina; leánya: Karolina, Wernhardt Istvánné.